# پروسکالین
پروسکالین (به انگلیسی: Proscaline) با فرمول شیمیایی C۱۳H۲۱NO۳ یک ترکیب شیمیایی است. که جرم مولی آن ۴۵۳٫۵۵۷ g/mol می‌باشد. 